# ホアンホア県
ホアンホア県（ホアンホアけん、ベトナム語：Huyện Hoằng Hóa / 縣弘化? ）は、ベトナム社会主義共和国タインホア省の県。面積は224.56 km²、人口は253,450人（2018年）である。

## 行政区画
1市鎮36社を管轄する。